# نام‌های همدان
همدان از شهرهای کهن ایران است و نام آن برای نخستین بار به نام اَمَدانه یا آمادی در کتیبهٔ تیگلت‌پیلسر یکم  (۱۱۰۰ پیش از میلاد) پادشاه آشور آمده‌است. این شهر پایتخت پادشاهان ماد بوده و در دوران‌های هخامنشی و اشکانی پایتخت تابستانی آنان بوده‌است.

## نام‌های شهر همدان
در آثار تاریخی برای شهر همدان نام‌های بسیاری ارائه شده‌است، در زیر به برخی از آن‌ها اشاره می‌شود.
1. اَمَدانه یا آمادی نخستین نام این شهر است که در کتیبه‌های آشوری پیلسر آمده‌است. بنابراین تاریخ بنای شهر همدان بیش از سه هزار سال است.
2. هگمتانه یا هنگمتانه که به معنی محل تجمع می‌باشد ترکیبی است از دو واژهٔ هنگ به معنی جا و متا به معنی تجمع. در یونانی اکباتان در پارس هگمتانه است.
3. سارو بنا به گفتهٔ یاقوت حموی و ابن فقیه همدانی بانی شهر همدان جم بن نوجهان بوده و او نام آن را سارو گذارده و عرب‌ها آن را ساروق خوانده‌اند.
4. زینستان ایرانشهر نویسندهٔ تاریخ قدیم قم بر این باور است که این نام در زمان کیخسرو به شهر همدان داده شده‌است، چون این شهر محل نگاهداری سلاح‌های جنگی بوده و به بیان دیگر سلاح‌خانه بوده‌است.
5. اپیفانیا آنتیوخوس چهارم پادشاه سلوکی بین ۱۸۹ تا ۲۰۹ پیش از میلاد در هنگامی که در فلسطین می‌جنگید، آن جا را رها کرد و برای بازپس گرفت ایالت‌های خود در ایران به سوی خاور آمد و در باختر ایران به پیروزی‌هایی رسید و هگمتانه به افتخار او اپیفالیا نامیده‌شد زیرا نام آنتیخوس اپیفانس بوده‌است.
6. ناذمه ابن فقیه همدانی به نقل از آثار سریانی نگاشته است که همدان را پادشاهی به نام کرمیس بن حلیموز بنا کرد و نام آن را ناذمه یعنی محبوبه نهاد. یاقوت حموی نادمه نوشته‌است.
7. اخمثا نام شهر همدان در تورات اخمثا نوشته‌شده که مرکب است از هاخای زندی و ثانای پالی که شاخه‌ای از زبان سانسکریت است. ثانا به معنی ستان فارسی است که محل و مکان باشد و اخمثار را به شهر دوستی و مکان دوستی ترجمه کرده‌اند زیرا شاهان ایران در تابستان دوستان خود را به این شهر دعوت می‌کردند.
8. آکسایا بعضی از نویسندگان بر این باورند که نام این شهر پیش از مادها آکسایا بوده که در فرهنگ آشوری کار-کاسی به معنی شهر کاسی‌ها است.
9. همدان واژهٔ همدان گرفته شده از ham= han= ha  (از ریشهٔ gam) و به معنی جای یا شهر و اجتماعات آمده‌است. اعتماد السلطنه بر این باور بود که نام این شهر «همدان» بوده‌است زیرا هم به معنی اتفاق و دان به معنی ظرفیت است، یعنی مجمع متفقین.[۲]